# قاضی چوداری
قاضی چوداری 
(به تلوگویی: Justice Chowdary) فیلمی محصول سال ۱۹۸۲ و به کارگردانی کی. راگاوندرا رائو است. در این فیلم بازیگرانی همچون ن. ت. راما رائو، سری دوی، شارادا ایفای نقش کرده‌اند.
در سال ۱۹۸۳ فیلم قاضی چودری از روی این فیلم ساخته شد.